# Намсос
Намсос (норв. Namsos) је град у Норвешкој. Град је у оквиру покрајине Средишње Норвешке, где је трећи по величини и значају град округа Северни Тренделаг.

## Географија
Град Намсос се налази у средишњем делу Норвешке. Од главног града Осла град је удаљен 680 km северно о од града.
Намсос се налази у западном делу Скандинавског полуострва, у области Намдален. Град се сместио на обали Намсенског фјорда, у невеликој равници, која је настала при ушћу реке Намсен у море. Северно се стрмо издижу приобалне планине. Стога је надморска висина града од 0 до 100 м.

## Историја
Први трагови насељавања на месту данашњег Намсоса јављају се у доба праисторије. Насеље није имало већи значаја све до 19. века. 1845. године Намсос је добио градска права, као месно трговиште на северу Тренделага.
Током петогодишње окупације Норвешке (1940—45) од стране Трећег рајха Намсос и његово становништво су веома страдали. 1940. године у бомбардовању је изгорео цео град.

## Становништво
Данас Намсос има око 9,5 хиљада у градским границама, односно око 13 хиљада на подручју општине. Последњих година број становника у граду расте по годишњој стопи од близу 0,5%.

## Привреда
Привреда Намсоса се традиционално заснивала на поморству. Последњих година значај пословања и индустрије је све већи.

## Збирка слика
- Поглед на Намсос из залива
- Дом културе у Намсосу
- Црква у Намсосу
- Градска болница